# Jesse Michaels
Jesse Michaels (Berkeley, 2 aprile 1969) è un compositore, chitarrista, cantante e disegnatore statunitense.
È figlio dello scrittore Leonard Michaels, ed è conosciuto soprattutto per la sua militanza nella ska punk band Operation Ivy. Le sue liriche riguardano soprattutto politica, razzismo, e in genere questioni sociali.
Il cantante ha fatto parte degli Operation Ivy di cui è stato il principale compositore; quindi ha formato nel 1994, i Big Rig, anche questa una band di breve vita, che rilasciò solo un EP. Quindi, nel 1999, ha formato i Common Rider.
Michaels è anche conosciuto per la sua attività di disegnatore e di artworker: a lui si deve la realizzazione della copertina di Energy degli Operation Ivy, ed hanno avuto modo di apprezzare il suo lavoro grazie a collaborazioni, anche band come i Green Day, i Neurosis, i Filth e gli Against All Authority.